# Kapitulacja Włoch

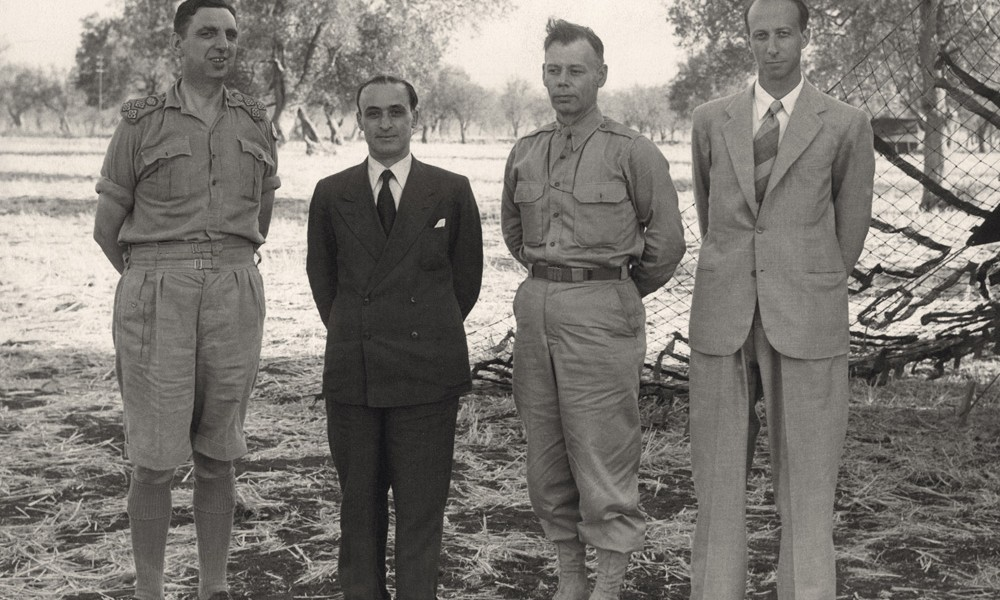
Główne osoby zaangażowane w przygotowanie zawieszenia broni w chwilę po jego podpisaniu. Od lewej: brygadier Kenneth Strong, gen. Giuseppe Castellano, gen. Walter Bedell Smith i służący za tłumacza dyplomata Franco Montanari.

Zawieszenie broni pomiędzy Włochami a państwami sprzymierzonymi (wł. armistizio di Cassibile – rozejm z Cassibile, także armistizio corto – krótki rozejm) – akt rozejmu, podpisany w tajemnicy 3 września 1943 roku przez przedstawicieli Królestwa Włoch oraz aliantów. Zgodnie z układem Włochy zobowiązały się do wstrzymania działań wojennych po stronie państw Osi, a formalnie bezwarunkowo kapitulowały przed sprzymierzonymi. 
Wbrew nazwie, umowę podpisano w Santa Teresa Longarini, dzielnicy Syrakuz, ok. 3 kilometrów od obozu wojskowego Cassibile zdobytego przez Aliantów niedługo wcześniej. Podpisali ją generałowie Walter Bedell Smith oraz Giuseppe Castellano, jednak jej treść zaakceptowali zarówno król Wiktor Emanuel III jak i premier Włoch Pietro Badoglio. Dokument wszedł w życie po jego publicznym ogłoszeniu 8 września tego samego roku: o godzinie 18:30 czasu włoskiego w przemówieniu Dwighta Eisenhowera na falach Radia Algieria, a o 19:42 przez marszałka Badoglio na antenie EIAR.
Ogłoszenie dokumentu sprowokowało natychmiastową reakcję nazistowskich Niemiec, które zerwały łączący je z Włochami Pakt Stalowy i zaatakowały wojska włoskie stacjonujące w południowej Francji, na Bałkanach, w Grecji i w samych Włoszech. Włoskie siły zbrojne zostały w szybkim tempie pokonane, a większość kraju znalazła się pod niemiecką okupacją. Król, rząd i większość Regia Marina schroniła się na terenach okupowanych przez Aliantów. 

## Obalenie Mussoliniego
Po klęsce wojsk niemiecko-włoskich w Afryce Północnej kolejnym celem ataku sprzymierzonych były Włochy. Państwo to, od 1922 roku rządzone przez faszystowską partię Benita Mussoliniego, przystąpiło do wojny po stronie III Rzeszy 10 czerwca 1940 roku, licząc na zdobycze terytorialne w obszarze Morza Śródziemnego i w Afryce. Jednak po dwóch i pół roku walk utracono większość zdobytych terenów, a sprzymierzeni przygotowywali się do inwazji na południu Włoch.
Desant na Sycylię rozpoczął się w nocy z 9 na 10 lipca 1943 roku. Po przełamaniu obrony wybrzeża siły anglo-amerykańskie uderzyły w głąb wyspy i pomimo oporu (w którym główny udział miały stacjonujące tam wojska niemieckie) zmierzały na północ. Sycylia została zajęta w ciągu 38 dni, po czym alianci rozpoczęli planowanie desantu na kontynencie.
Tymczasem we Włoszech narastał opór przeciwko polityce Mussoliniego, który stawał się coraz bardziej zależny od Niemiec. 19 lipca 1943 roku miało miejsce kolejne jego spotkanie z Adolfem Hitlerem. Na jego miejsce wybrano Feltre. Nie przyniosło ono żadnych korzystnych rezultatów, Hitler odmówił zwiększenia pomocy dla Włochów, wyrzucając im nieudolność w prowadzeniu działań na Sycylii. Tego samego dnia bombowce amerykańskie przeprowadziły potężny, największy z dotychczasowych, nalot na Rzym. Zniszczenia miasta i ofiary wśród ludności wywołały wzrost nastrojów antyrządowych, zaś u władz poczucie konieczności dokonania zmian i przerwania działań wojennych. Następnego dnia naczelny dowódca włoskiej armii, generał Vittorio Ambrosio zażądał od Mussoliniego zakończenia wojny w jak najkrótszym czasie i ustąpienia z zajmowanych stanowisk.
24 lipca 1943 roku zebrała się w Rzymie Wielka Rada Faszystowska. Po całonocnym posiedzeniu zdecydowała ona o odsunięciu Mussoliniego od władzy i przekazanie jej królowi. Powiadomiony o wyniku obrad Wiktor Emanuel III zdymisjonował premiera i nakazał jego aresztowanie. Rozwiązana została również Wielka Rada Faszystowska, a urząd premiera objął marszałek Pietro Badoglio.

## Zawieszenie broni
Nowy rząd zapewnił oficjalnie przedstawicieli III Rzeszy, że zmiana na stanowisku premiera nie oznacza odwrócenia sojuszy, ale natychmiast rozpoczął tajne rozmowy z aliantami. Początkowo odbywały się one w Watykanie, następnie w Tangerze i w końcu w Lizbonie. Początkowo przedstawiciele Włoch nie chcieli zgodzić się na formułę bezwarunkowej kapitulacji, proponując przyłączenie się do sprzymierzonych. Od 15 sierpnia negocjacje prowadził generał Giuseppe Castellano, który miał większe prerogatywy i powoli stanowiska obydwu stron zbliżały się.

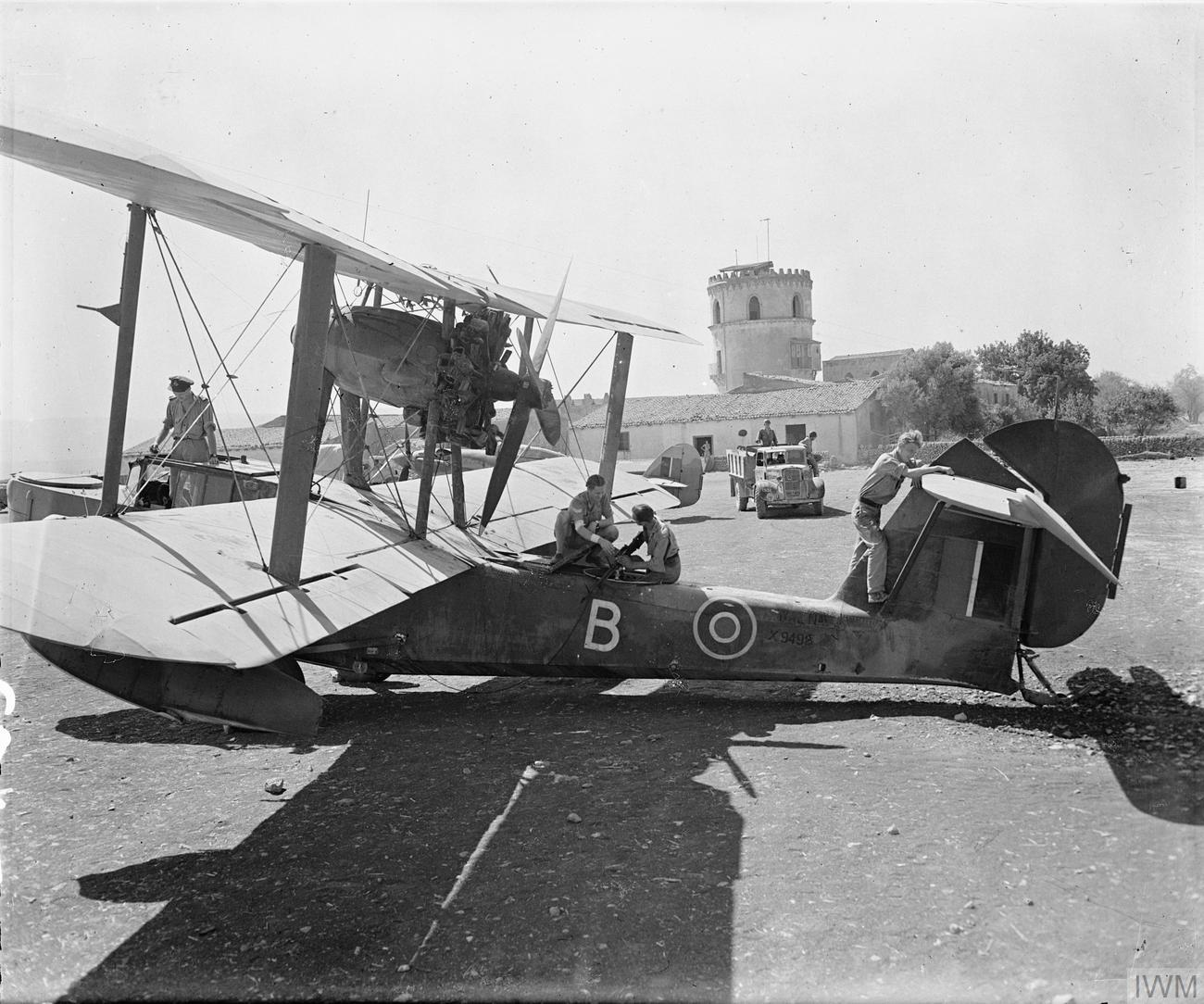
Brytyjska łódź latająca Supermarine Walrus na zajętym przez Aliantów lotnisku Cassibile. W tle widoczna średniowieczna budowla obronna służąca za wieżę kontroli lotów.

Kolejna tura rozmów rozpoczęła się 31 sierpnia 1943 roku na Sycylii. Ostatecznie, pomimo obaw przed niemieckim odwetem, generał Castellano przyjął warunki alianckie i po południu 3 września podpisał w imieniu rządu włoskiego dokument precyzujący warunki zawieszenia broni. Ze strony alianckiej sygnował go generał Walter Bedell Smith a cała ceremonia odbyła się w sycylijskiej wiosce Cassibile niedaleko Syrakuz. Dokument był tajny a na datę jego ogłoszenia i wejścia w życie wybrano 8 września 1943 roku. W dwunastu artykułach nałożono na Włochy zobowiązania przerwania działań wojennych, oddania baz i linii komunikacyjnych do dyspozycji wojsk państw sprzymierzonych, przekazania floty pod kontrolę aliantów oraz zgody na przejęcie władzy administracyjnej przez sojusznicze władze wojskowe. Pozostałe uzgodnienia miały być zawarte w późniejszym terminie.
Rano 3 września pierwsze oddziały 8 Armii brytyjskiej wylądowały w Kalabrii (operacja Baytown). Na noc z 8 na 9 września zaplanowano główną operację desantową (Avalanche) w rejonie Salerno, zgraną w czasie z ogłoszeniem rozejmu i lądowaniem wojsk powietrznodesantowych pod Rzymem. 7 września wojska niemieckie rozpoczęły rozbrajanie oddziałów włoskich oraz przejmowanie kontroli nad lotniskami, co spowodowało prośbę rządu marszałka Badoglia o odroczenie terminu proklamacji zawieszenia broni w obawie o represje ze strony III Rzeszy. Jednak dla aliantów było to już niemożliwe, ponieważ ich wojska zbliżały się do rejony lądowania. Generał Eisenhower ogłosił o rozejmie o godzinie 18.30, zaś marszałek Badoglio o 20.00. Niemcy zareagowali na kapitulację sojusznika zajęciem całego kraju oraz wzięciem do niewoli jednostek armii włoskiej na terenach okupowanych: we Francji, na Bałkanach i wyspach Morza Egejskiego. Walki w Rzymie toczyły się do 10 września, wcześniej król i rząd opuścili stolicę i oddali się pod opiekę aliantów w Brindisi.
Zgodnie z ustaleniami flota udała się na Maltę, jednak w wyniku ataków Luftwaffe zatopiony został najnowocześniejszy pancernik „Roma” i uszkodzony drugi: „Italia”.

## Kapitulacja Włoch i przejście na stronę aliantów

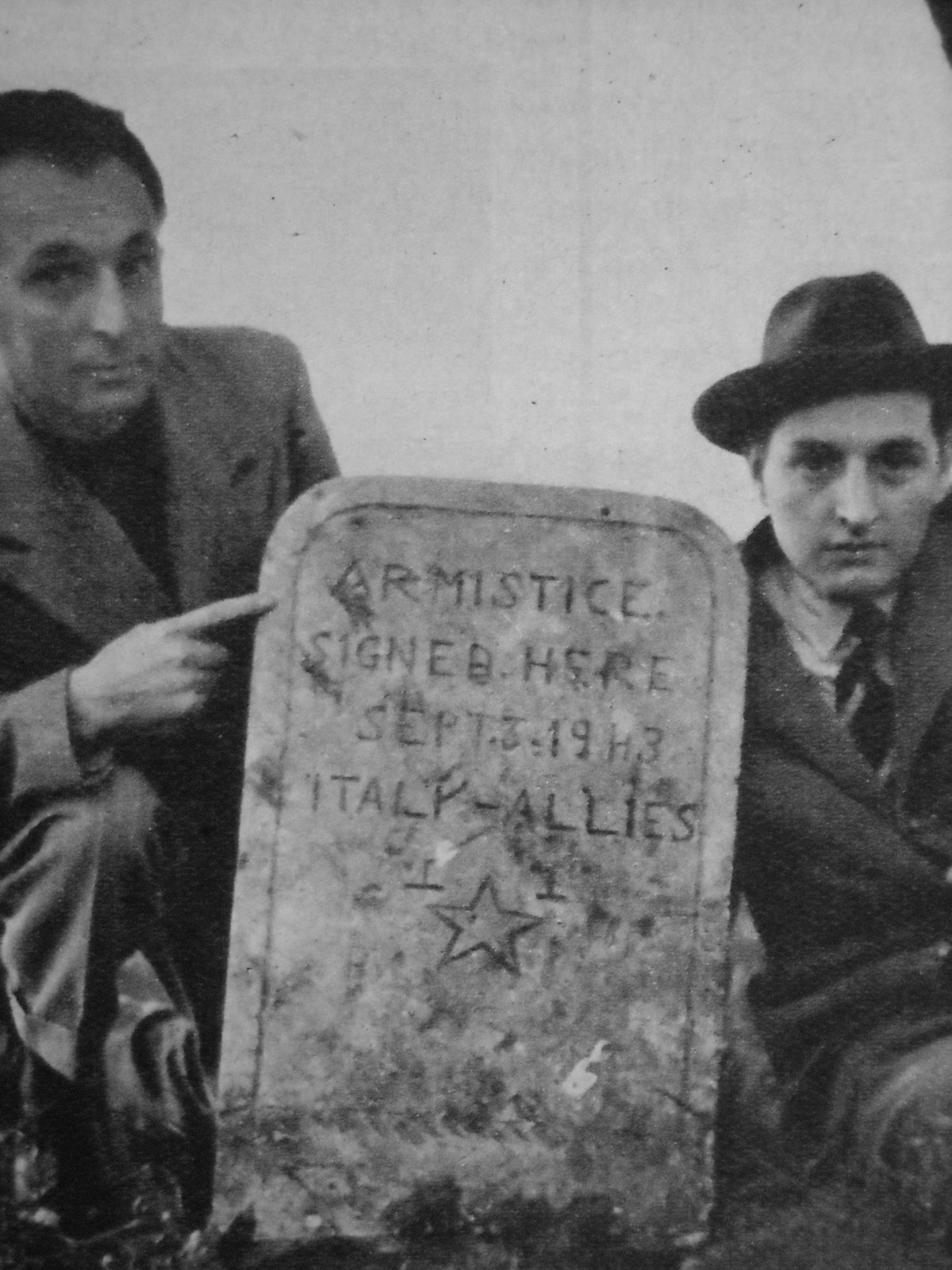
Na miejscu podpisania kapitulacji Włoch żołnierze alianccy umieścili kamień pamiątkowy

W kilka dni po przybyciu Wiktora Emanuela III i marszałka Badoglia do Brindisi rozpoczęły się rozmowy dotyczące podpisania ostatecznych warunków kapitulacji. Premier Włoch próbował wynegocjować lepsze warunki, ale stanowisko aliantów, pomimo dzielących ich różnic, było nieustępliwe. Ostatecznie marszałek Badoglio udał się na Maltę, gdzie 29 września 1943 roku na pokładzie pancernika HMS "Nelson" podpisał akt bezwarunkowej kapitulacji wojsk włoskich. Po rozpoczęciu działań wojskowych przez Niemców (w tym zatopieniu  pancernika "Roma" wraz z 1326 marynarzami) 13 października król Wiktor Emanuel III ogłosił o wypowiedzeniu wojny III Rzeszy i Japonii. Pomimo to Włochy nie były traktowane jako równorzędny sojusznik a armia była formowana bardzo powoli (Włoski Korpus Wyzwoleńczy). Chętniej wykorzystywane były do operacji blokadowych i patrolowych lekkie jednostki marynarki wojennej oraz lotnictwo, które przejęło akcję zaopatrywania oddziałów partyzanckich na Bałkanach i w północnych Włoszech. 
Ostatecznie większość terenów Włoch, nie wyzwolonych przez Aliantów, została zajęta przez wojska niemieckie. Opór wojsk włoskich był słaby - głównie wskutek gróźb niemieckich. Wobec jeńców wojsk włoskich stawiających opór, Niemcy zastosowali terror, dokonując szeregu masakr (np. masowa egzekucja żołnierzy 33 dywizji piechoty). Ostatecznie Niemcy umocnili się na linii Gustawa, która została przełamana dopiero w maju 1944 roku pod Monte Cassino. 4 czerwca zdobyty został Rzym. Później, aż do wiosny 1945 roku, front ustabilizował się na linii Gotów. 9 kwietnia 1945 roku wojska sprzymierzonych podjęły wreszcie atak w kierunku doliny Padu, doprowadzając do bezwarunkowej kapitulacji Niemców 28 kwietnia (weszła w życie 2 maja).